# Институт проблем управления имени В. А. Трапезникова РАН
Институт проблем управления им. В. А. Трапезникова Российской академии наук (ИПУ РАН) — государственный научно-исследовательский институт.
Институт проблем управления им. В. А. Трапезникова Российской академии наук (ИПУ РАН) основан в 1939 году как Институт автоматики и телемеханики. Ведёт фундаментальные и прикладные работы в области теории управления для самого широкого спектра систем: от технических (летательные аппараты, подводные лодки), производственных (энергетика, логистика, транспорт) систем до социально-экономических и мультидисциплинарных (активные системы, управление здоровьем, информационная безопасность и др.).
Из-за вторжения России на Украину институт находится под санкциями всех стран Евросоюза, США и Японии.

## Структура и деятельность
В институте осуществляют научную и научно-практическую деятельность 34 лаборатории и один научно-внедренческий отдел; во главе стоит учёный совет (председатель — директор института академик РАН Д. А. Новиков, учёный секретарь — к. т. н. З. К. Авдеева) и три диссертационных совета (Д 002.226.01, Д 002.226.02, Д 002.226.03).
В ИПУ функционируют четыре центра компетенций:
- центр управления безопасностью сложных систем;
- центр интеллектуальных робототехнических систем;
- центр интеллектуальной цифровой электроэнергетики;
- центр интеллектуального цифрового сельского хозяйства.

Учебно-научный комплекс и образовательная деятельность включает в себя базовую кафедру интегрированных киберсистем в МФТИ, 17 научно-образовательных центров с различными вузами, аспирантуру, докторантуру и соискательство, а также Центр молодёжного инновационного творчества.
В Институте работают ряд постоянно действующих общемосковских научных семинаров, в том числе:
- автоматическое управление — семинар, основанный Я. З. Цыпкиным;
- теория управления организационными системами (руководитель доктор технических наук, академик РАН Д. А. Новиков);
- экспертные оценки и анализ данных (руководитель доктор технических наук, профессор Ф. Т. Алескеров).

В Института регулярно проводятся всероссийские и международные научные и научно-практические конференции:
- Всероссийское совещание по проблемам управления (один раз в 5 лет);
- Международная конференция «Устойчивость и колебания нелинейных систем управления» (конференция Пятницкого) (один раз в 2 года);
- Международная конференция по распределённым компьютерным сетям и сетям связи (ежегодно);
- Международная конференция «Управление развитием крупномасштабных систем» (ежегодно);
- Ежегодные молодёжные научные школы «Управление большими системами», «Информация, управление, оптимизация», «Геометрические методы в управлении» и другие.

### Научные направления
- Теория систем и теория управления.
- Управление подвижными объектами и навигация.
- Управление в промышленности и энергетике.
- Управление организационными, социально-экономическими, экологическими и медико-биологическими системами.
- Технические средства управления Направления фундаментальных исследований включают в себя теорию инвариантности, теорию дискретных систем, теорию идентификации, релейные системы, системы с переменной структурой, нелинейный анализ и нелинейные системы, адаптивные и обучающиеся системы, стохастические и робастные системы, многоагентные системы, дискретную оптимизацию, многосвязные системы управления, системы с распределёнными параметрами и др.

### Прикладные разработки
- Управление подвижными объектами
- Управление в промышленности и энергетике
- Технические средства управления
- Управление в организационно-технических системах
- Системы безопасности
- Геоинформационные системы в навигации
- Цифровые платформы

## История
Институт автоматики и телемеханики (ИАТ) АН СССР основан 16 июня 1939 года указом Совнаркома СССР, на основе существовавшей с 1934 года Комиссии по телемеханике и автоматике АН СССР, для проведения фундаментальных научных работ в области теории автоматического регулирования и создания автоматических устройств. Создание Института автоматики и телемеханики (ИАТ) было инициировано академиком В. С. Кулебакиным, который стал первым директором Института.

### ИАТ в годы Великой Отечественной войны
С началом войны Институт был эвакуирован в Ульяновск, где его последовательно возглавляли А. Ф. Шорин, а затем В. И. Коваленков. В 1942 году В. А. Трапезников и Б. Н. Петров создают серию автоматов для контроля и отбраковки патронных гильз крупного калибра (станок «ЛОГ»). С 1942 г. под руководством Б. С. Сотскова проводятся работы по созданию противоминных и противоторпедных устройств для ВМФ.
В 1944 году на работу в ИАТ пришёл акад. А. А. Андронов и сплотил вокруг себя группу молодых исследователей, впоследствии ставших выдающимися учёными и основавшими научную школу (Я. З. Цыпкин, В. В. Петров, М. А Айзерман, М. В. Мееров и др.).

### Деятельность ИАТ в послевоенный период
После войны исследования строятся вокруг систем с запаздыванием и с распределёнными параметрами; развиваются теории импульсных систем и нелинейных систем.
Начиная с 1947 года, фундаментальные работы учёных Института описывали системы с запаздыванием; системы с распределёнными параметрами; развивалась теория импульсных систем, положившая начало теории дискретных и цифровых систем управления (работы Я. З. Цыпкина).
Исследования учёных Института послужили основой для формирования отечественной частотной школы в теории регулирования. Д. т. н., проф. В. В. Солодовниковым были развиты частотные критерии устойчивости линейных систем, метод трапецеидальных частотных характеристик построения переходных процессов, метод исследования качества процессов регулирования и метод синтеза корректирующих устройств на основе логарифмических частотных характеристик, получены первые результаты по статистической динамике линейных систем.
Выполнялись исследования в области теории устойчивости систем, допускающих бесконечно большой коэффициент усиления (М. В. Мееров); было сформулировано понятие и получены условия существования структурной устойчивости (М. А. Айзерман). В. В. Петровым и Г. М. Улановым построена теория релейных одно- и двухкаскадных сервомеханизмов.
М. А. Айзерман исследовал влияние сил сухого трения на процессы регулирования.
А. М. Лётов разработал ряд оригинальных и эффективных методов построения функций Ляпунова для установившихся и неустановившихся движений нелинейных систем регулирования.
Проводились работы по созданию аналоговых вычислительных систем (В. А. Трапезников, д. т. н. Д. Е. Полонников, В. В. Гуров, Б. Я. Коган), и в 1949 году была создана первая в СССР электронная моделирующая установка (ЭМУ-1).
Работы по проблеме автоматизированного электропривода (В. С. Кулебакин и др.); чувствительным элементам и датчикам систем управления, релейным элементам и электромагнитам (Б. С. Сотсков, Д. И. Агейкин); теории магнитных усилителей (Б. С. Сотсков, М. А. Розенблат, Е. К. Круг) послужили основой создания первой отечественной общепромышленной серии магнитных усилителей (1949—1950).
В Институте проводились работы по автоматизации и созданию элементов систем автоматического контроля бурения скважин и нефтедобычи (Н. Н. Шумиловский); по управлению различными типами технологических процессов (В. Л. Лоссиевский); по асинхронным двигателям и электронным регуляторам для управления электроприводами (А. А. Булгаков).

### Участие ИАТ в советской космической программе

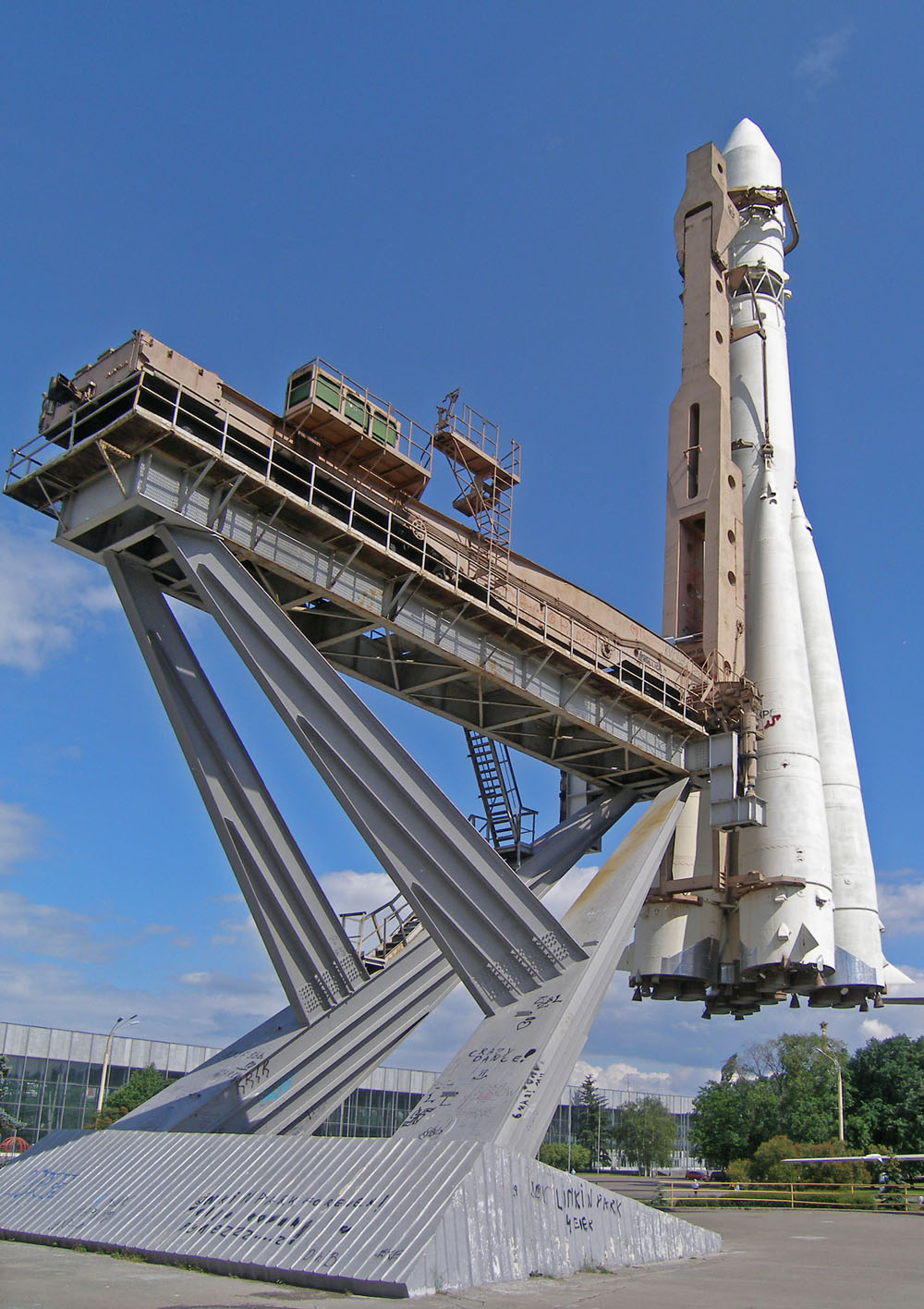
Ракета-носитель Р-7

В 1950 г. по заказу С. П. Королёва и В. П. Глушко ИАТ присоединяется к космической программе СССР — проводятся исследования и начинается разработка систем управления первой межконтинентальной ракетой Р-7. Под руководством Б. Н. Петрова начались работы по управлению жидкостными ракетными двигателями. Эти первые исследования выполнили Ю. П. Портнов-Соколов, Н. Н. Михайлов и М. В. Пустошкина.
В последующие годы космическая тематика стала одним из приоритетных направлений работы института.
В теории обеспечения работоспособности систем управления на стадии их эксплуатации были разработаны методы технического диагностирования, методы анализа и обеспечения надёжности, живучести и эффективности.
C 1956 года важным направлением работ института стала разработка теории и систем управления искусственными спутниками Земли. Результаты этих работ нашли практическое применение при проектировании и создании систем управления ориентацией спутников связи на геосинхронной орбите серий «Радуга» и «Горизонт», спутников телевещания серии «Экран».

### Проект 705
В 1958 г. Институту было поручено научное руководство автоматизацией нового класса атомных подводных лодок (АПЛ) проекта 705 — лодок-истребителей. Работы над проектом 705 стимулировали развитие теории и создание новых оригинальных методов анализа надёжности и живучести систем сложной структуры. Впоследствии Институт был привлечён для научного руководства процессом автоматизации новой серии атомных ледоколов («Арктика»), а также новой серии танкеров и контейнеровозов.

### Деятельность в 1960—1980-е годы
В 1960-е годы на первый план выходят вопросы автоматизации управления — теория автоматического регулирования и создание элементов автоматических устройств.
18 марта 1969 года указом ВС СССР за большие успехи в области теории и практики автоматического управления и подготовку высококвалифицированных научных кадров Институт награждён Орденом Ленина.
В 1969 году переименован в Институт проблем управления.
В 1970—1990-е годы в институте ведутся многочисленные прикладные разработки по заказу министерств и крупных технологических предприятий. Начинаются исследования в области управления экономическими и организационными системами, теории принятия решений, глобального моделирования, управления развитием регионов и мегаполисов, методов системного анализа.

### ИПУ в XXI веке
В 2000-х годы активное развитие получили научные направления:
- интеллектуальное управление;
- многоагентные системы;
- управление системами с распределёнными параметрами;
- дискретная оптимизация и теория расписаний;
- групповое управление в условиях неполной информации, противодействия и противоборства;
- управление плазмой в токамаках;
- информационно-телекоммуникационные сети в управлении;
- управление системами междисциплинарной природы (организационно-техническими, эколого-экономическими, социально-экономическими, медико-биологическими и др.);
- управление активно-адаптивными электроэнергетическими сетями.

В последние годы спектр научных и прикладных исследований и разработок Института расширился за счёт появления и/или активизации развития таких направлений:
- управление робототехническими системами;
- машинное обучение и анализ больших данных;
- управление знаниями и на основе знаний;
- управление жизненными циклами сложных организационно-технических систем;
- управление информационной и кибербезопасностью;
- управление в цифровой энергетике;
- геоинформационные системы в управлении;
- киберфизические системы.

В ИПУ РАН работает около 1000 человек (более 120 докторов наук и более 250 кандидатов наук).

## Названия Института в разные годы
- 1939—1969 — Институт автоматики и телемеханики (ИАТ) АН СССР
- 1969—1991 — Институт проблем управления (автоматики и телемеханики) Минприбора СССР и АН СССР
- 1991—1997 — Институт проблем управления РАН
- С 1997 года — Институт проблем управления им. В. А. Трапезникова РАН

## Директора Института
- 1939—1941 — В. С. Кулебакин
- 1941 — А. Ф. Шорин
- 1941—1947 — В. И. Коваленков
- 1947—1951 — Б. Н. Петров
- 1951—1987 — В. А. Трапезников
- 1987—2006 — И. В. Прангишвили
- 2006—2016 — С. Н. Васильев
- 2017 — наст. время — Д. А. Новиков

## Премии имени выдающихся учёных ИПУ РАН
В ИПУ РАН приказом директора акад. С. Н. Васильева от 23.10.2013 г. учреждены премии имени ряда выдающихся учёных института:
академики
- Премия имени А. А. Андронова ИПУ РАН (Отметим, что с 1971 г. в целом по АН СССР учреждена и вручается Премия имени А. А. Андронова).
- Премия имени В. С. Кулебакина
- Премия имени Б. Н. Петрова
- Премия имени В. С. Пугачёва
- Премия имени Я. З. Цыпкина

члены-корреспонденты:
- Премия имени М. А. Гаврилова
- Премия имени А. М. Лётова
- Премия имени Б. С. Сотскова

профессора:
- Премия имени М. А. Айзермана
- Премия имени А. Г. Мамиконова[4]
- Премия имени А. М. Петровского
- Премия имени Н. С. Райбмана[5]
- Премия имени А. А. Фелъдбаума

Положение о Премиях доступно на портале института.

## Здание
Комплекс зданий института был спроектирован в 1960-х годах в Государственном институте по проектированию научно-исследовательских институтов, лабораторий и научных центров АН СССР и академий наук союзных республик (ГИПРОНИИ) и передан ИПУ в 1967 году.
На первом этаже здания — витраж «Протяжённость» работы художника-монументалиста Л. Г. Полищука в соавторстве со С. И. Щербининой.

## Периодические издания
- Журнал «Автоматика и телемеханика» — с апреля 1936 года
- Сборник трудов «Управление большими системами» — с 1998 года
- Журнал «Автоматизация в промышленности» — с января 2003 года
- Журнал «Проблемы управления» — c 2003 года
- Журнал «Датчики и системы» и в его составе журнал «Измерения, контроль, автоматизация»